# Detective anni trenta
Detective anni trenta (Banyon) è una serie televisiva statunitense in 15 episodi trasmessi per la prima volta nel corso di una sola stagione dal 1972 al 1973. Agli episodi regolari va aggiunto un episodio pilota della durata di 100 minuti trasmesso il 15 marzo 1971.
È una serie del genere giallo a sfondo poliziesco incentrata sulle vicende dell'investigatore privato Miles C. Banyon, classico detective degli anni 30 con tanto di trench.

## Trama
Los Angeles, anni 1930. L'investigatore privato Miles C. Banyon, un detective duro ma onesto che accetta ogni caso propostogli per una parcella di 20 dollari al giorno, affronta vari casi con l'aiuto dell'assistente Peggy Revere quale gestisce una scuola per segretarie. Per un accordo tra Banyon e Revere, parte della formazione offerta alle giovani donne che frequentano il corso di formazione di Peggy comprende un periodo di tirocinio come segretaria per l'ufficio di Banyon; questo dà il vantaggio a Banyon di non dover fornire uno stipendio ad una segretaria, anche se, allo stesso tempo, non può usufruire di una assistente veramente esperta e affidabile. Oltre a Revere, l'altro personaggio regolare femminile è la fidanzata di Banyon, Abby Graham, una cantante di nightclub che costantemente lo incoraggia a "sistemarsi" e a sposarla, invano. La connessione di Banyon con il Los Angeles Police Department è rappresentata dal cinico tenente Pete McNeil.

## Personaggi e interpreti
- Miles C. Banyon, interpretato da Robert Forster.
- Peggy Revere, interpretata da Joan Blondell.
- Tenente Pete McNeil, interpretato da Richard Jaeckel.
- Abby Graham, interpretata da Julie Gregg.
- Sonny Arnheim, interpretato da Ted Hartley.
- Sergente Sonny Krantz, interpretato da Joseph V. Perry.
- Cameriera, interpretata da Florence Lake.

## Produzione
La serie fu prodotta da Quinn Martin Productions, società di Quinn Martin, e Warner Bros. Television e girata negli studios della Warner Brothers a Burbank in California. Le musiche furono composte da Leonard Rosenman, Johnny Mandel e Laurence Rosenthal.

### Registi
Tra i registi sono accreditati:
- Ralph Senensky in 3 episodi (1972)
- Daniel Petrie in 2 episodi (1972-1973)
- Marvin J. Chomsky in 2 episodi (1972)
- Lawrence Dobkin in 2 episodi (1972)
- Charles S. Dubin in 2 episodi (1972)
- Theodore J. Flicker
- Daniel Haller

### Sceneggiatori
Tra gli sceneggiatori sono accreditati:
- Milton S. Gelman in 7 episodi (1972-1973)
- Ed Adamson in 4 episodi (1971-1973)
- Norman Katkov in 2 episodi (1972)
- William P. McGivern in 2 episodi (1972)
- Ronald Austin

## Distribuzione
La serie fu trasmessa negli Stati Uniti dal 15 marzo 1971 (pilot) e dal 15 settembre 1972 (1º episodio) al 12 gennaio 1973 sulla rete televisiva NBC. In Italia è stata trasmessa con il titolo Detective anni trenta.
Alcune delle uscite internazionali sono state:
- negli Stati Uniti il 15 marzo 1971 (pilot)
15 settembre 1972 (1º episodio) (Banyon)
- in Germania Ovest il 18 luglio 1974 (Los Angeles 1937)
- nel Regno Unito il 26 agosto 1975
- in Italia (Detective anni trenta)

## Episodi
| Stagione       | Episodi | Prima TV USA |
| -------------- | ------- | ------------ |
| Prima stagione | 15      | 1972-1973    |